# Schlacht bei Ermes
Narva I – Dorpat – Ringen – Tirsen – Ermes – Fellin – Sewerien – Newel – Polozk – Ula I – Oserischtsche – Ula II – Reval I – Weißenstein – Lode – Wesenberg – Reval II – Wenden – Polozk – Sokol – Narva II – Tschernigow – Welikije Luki – Toropez – Nastasjino – Sawolotschje – Padis – Schklow – Narva III – Radziwill-Feldzug – Pskow – Ljalizy – Oreschek
Die Schlacht bei Ermes (russisch Битва под Эрмесом, lettisch Ērģemes kauja) war eine Schlacht im Livländischen Krieg, die sich am 2. August 1560 ereignete. Die Deutschritter der Livländischen Konföderation erlitten eine entscheidende Niederlage gegen das russische Heer, was den Verlust der stärksten Ordensburg Fellin und das Ende der Konföderation einleitete.

## Verlauf
1560 konzentrierte der Zar Iwan der Schreckliche ein 60 Tausend Mann starkes Heer in Dorpat mit dem Ziel, Fellin einzunehmen. Eine 12 Tausend Mann starke Vorhut unter Wassili Barbaschin machte sich auf den Weg, um die Wasserwege von Fellin und die geplante Evakuierung des Staatsschatzes zu blockieren. Der Landmarschall Philipp Schall von Bell erfuhr vom Herannahen der Russen und eilte ihnen mit ca. 900 Mann, davon 330 Ritter, entgegen. Er unterschätzte jedoch ihre Anzahl. Das livländische Aufgebot wurde umzingelt und besiegt. 261 Ritter und Schall von Bell selbst gerieten in die russische Gefangenschaft. Der Landmarschall wurde nach Moskau gebracht, wo er im gleichen Jahr hingerichtet wurde.